# Сокол, Артём Денисович
Артём Денисович Сокол (род. 11 июня 1997, Москва) — российский футболист, защитник клуба «Родина».

## Биография

### Клубная карьера
Родился и вырос в Бабушкинском районе Москвы. Начал заниматься футболом с 7 лет в ближайшей к дому секции «ДЮСШ Спартак-2», а через три года перебрался в Академию «Спартака». Начинал играть на позиции полузащитника, в «Спартаке» переквалифицировался сначала в крайнего защитника, а затем в центрального. В составе команды «Спартака» 1997 г. р. выигрывал первенство России среди спортивных школ в 2013 году, а также Кубок РФС в 2014 году.
В сезоне 2014/15 начал выступать за молодёжную команду «Спартака», в составе которой дебютировал 14 марта 2015 года в матче против московского «Динамо» (1:3). Всего в 2015—2017 годах провёл 49 матчей за дубль и забил 2 гола, став в сезоне 2016/17 победителем молодёжного первенства России.
Зимой 2016 года проходил сборы со второй командой и принимал участие в Кубке ФНЛ 2016. 12 марта 2017 года дебютировал за «Спартак-2» в первенстве ФНЛ в победном матче против «Енисея» (3:1). 6 сентября 2017 года забил первый гол за «Спартак-2», отличившись в гостевом матче против «Олимпийца» (3:1). На летних сборах 2017 года привлекался к тренировкам с основным составом «Спартака», принял участие в товарищеской игре против «Чертаново».
В июле 2018 года перешёл в тульский «Арсенал», но выступал только за молодёжный состав (9 матчей). В январе 2019 года отправился на просмотр в норвежский «Тромсё» и 11 февраля заключил с клубом арендное соглашение до 10 июля 2019 года. В чемпионате Норвегии дебютировал 31 марта в матче 1-го тура против «Ранхейма» (2:1).

### Карьера в сборной
В 2015 году вызывался в юношескую сборную России (до 19 лет), в составе которой сыграл 3 матча в квалификационном раунде чемпионата Европы 2016 (до 19).

## Достижения

### Клубные
«Спартак» (Москва)
- Победитель молодёжного первенства России: 2016/17